# Gatsenaper
Gatsenaper (Sisymbrium) är ett släkte av korsblommiga växter. Gatsenaper ingår i familjen korsblommiga växter.

## Bildgalleri

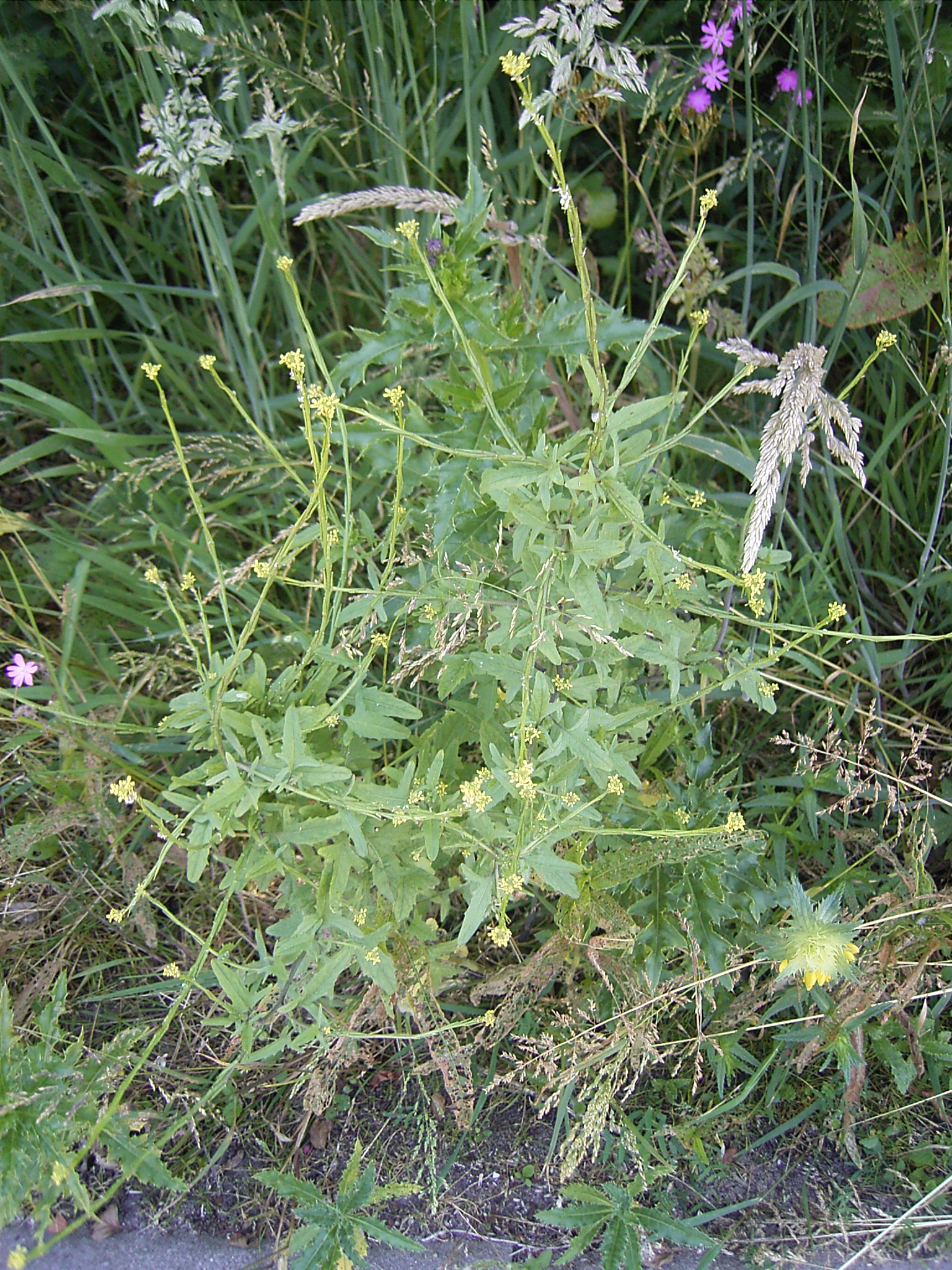
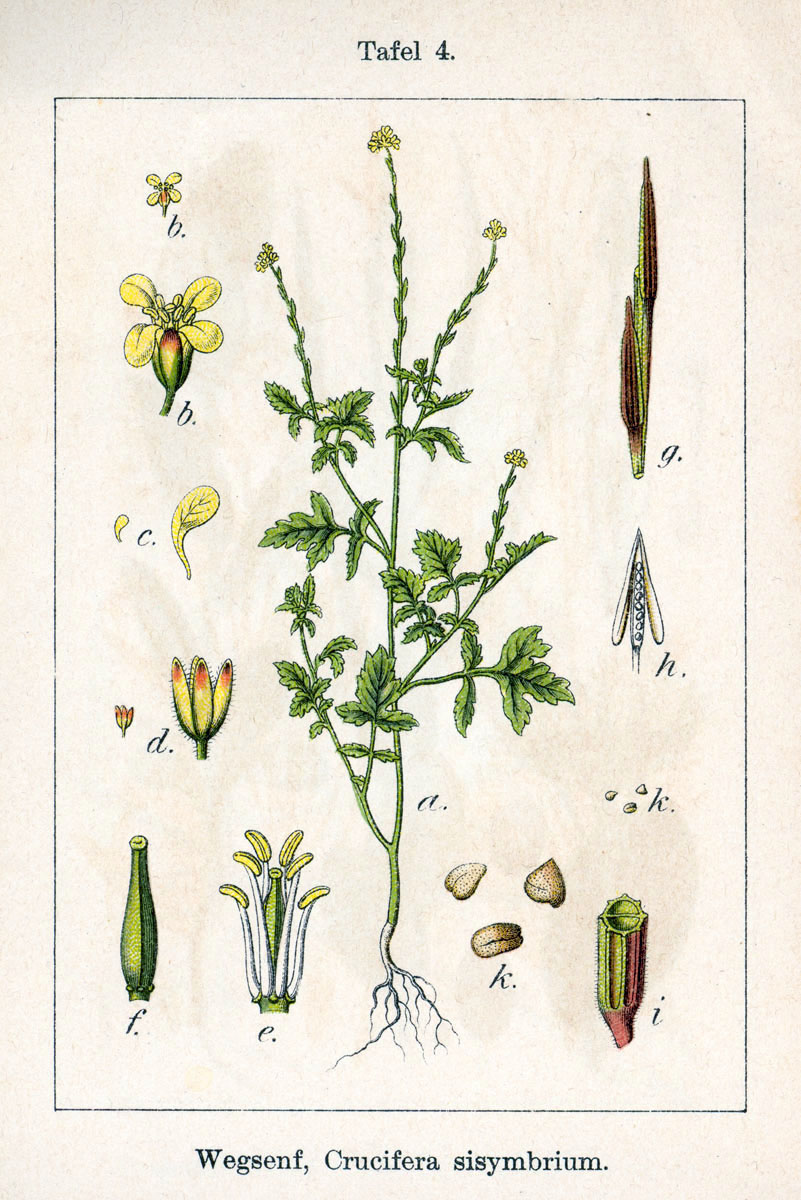
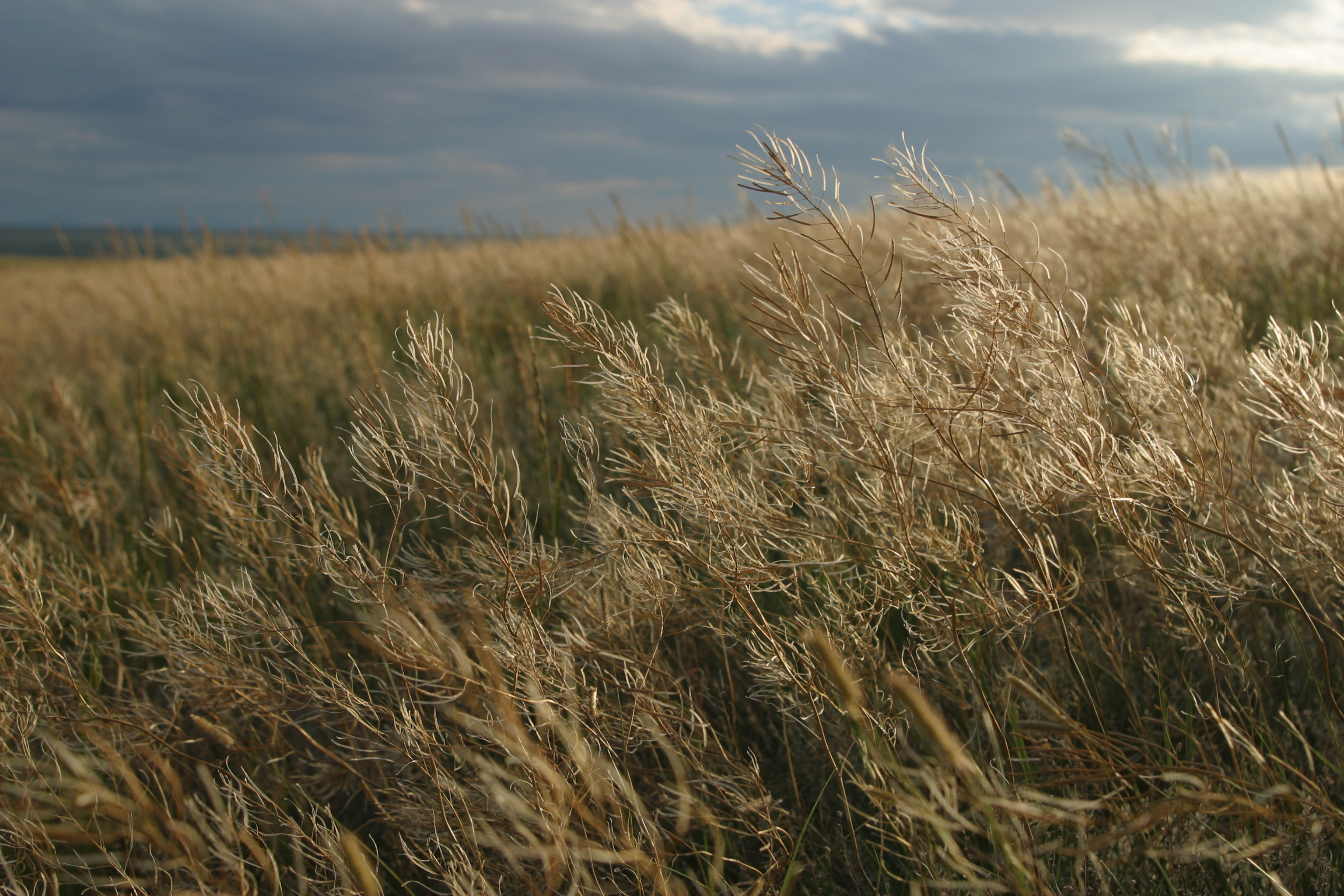
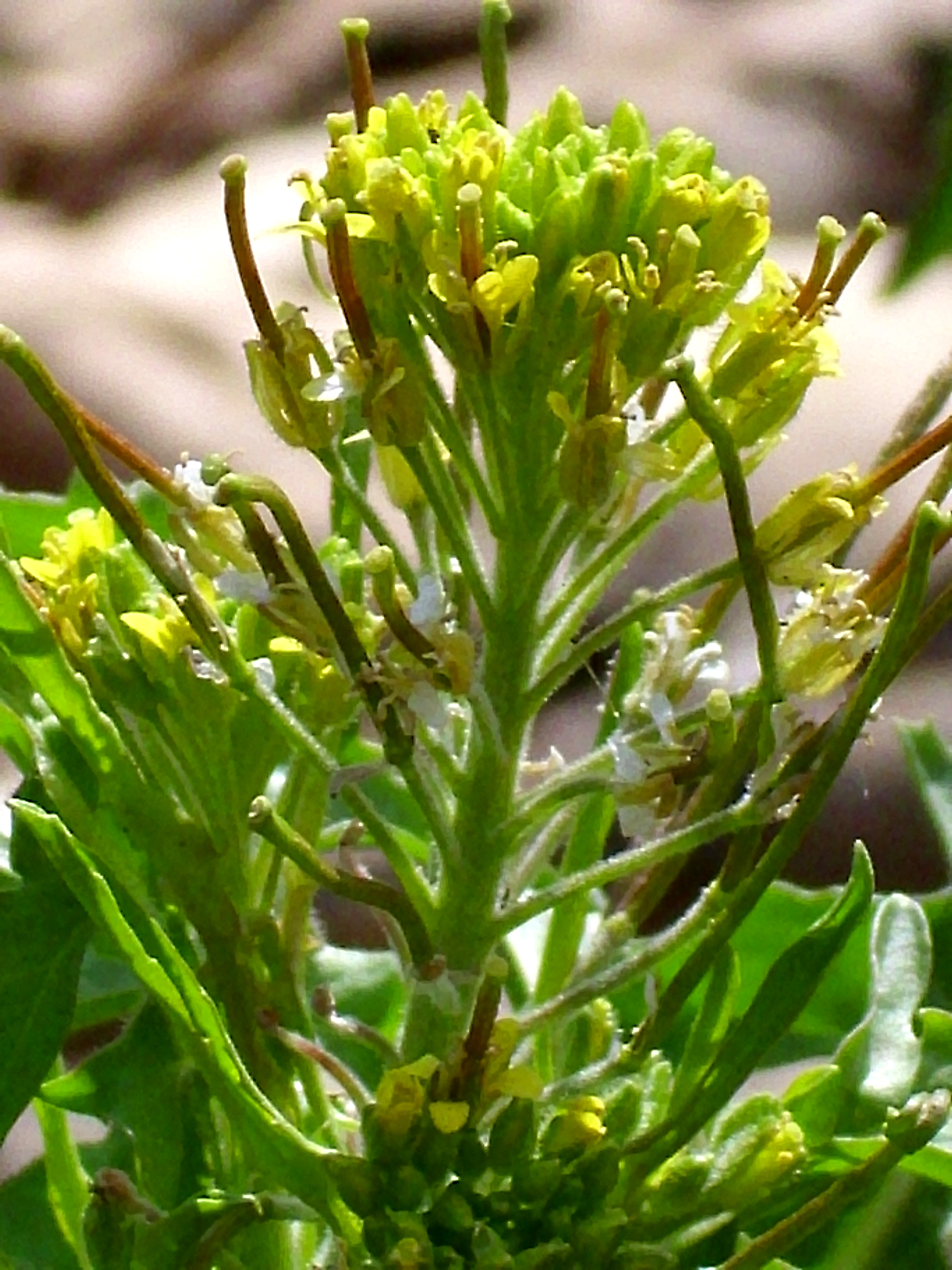
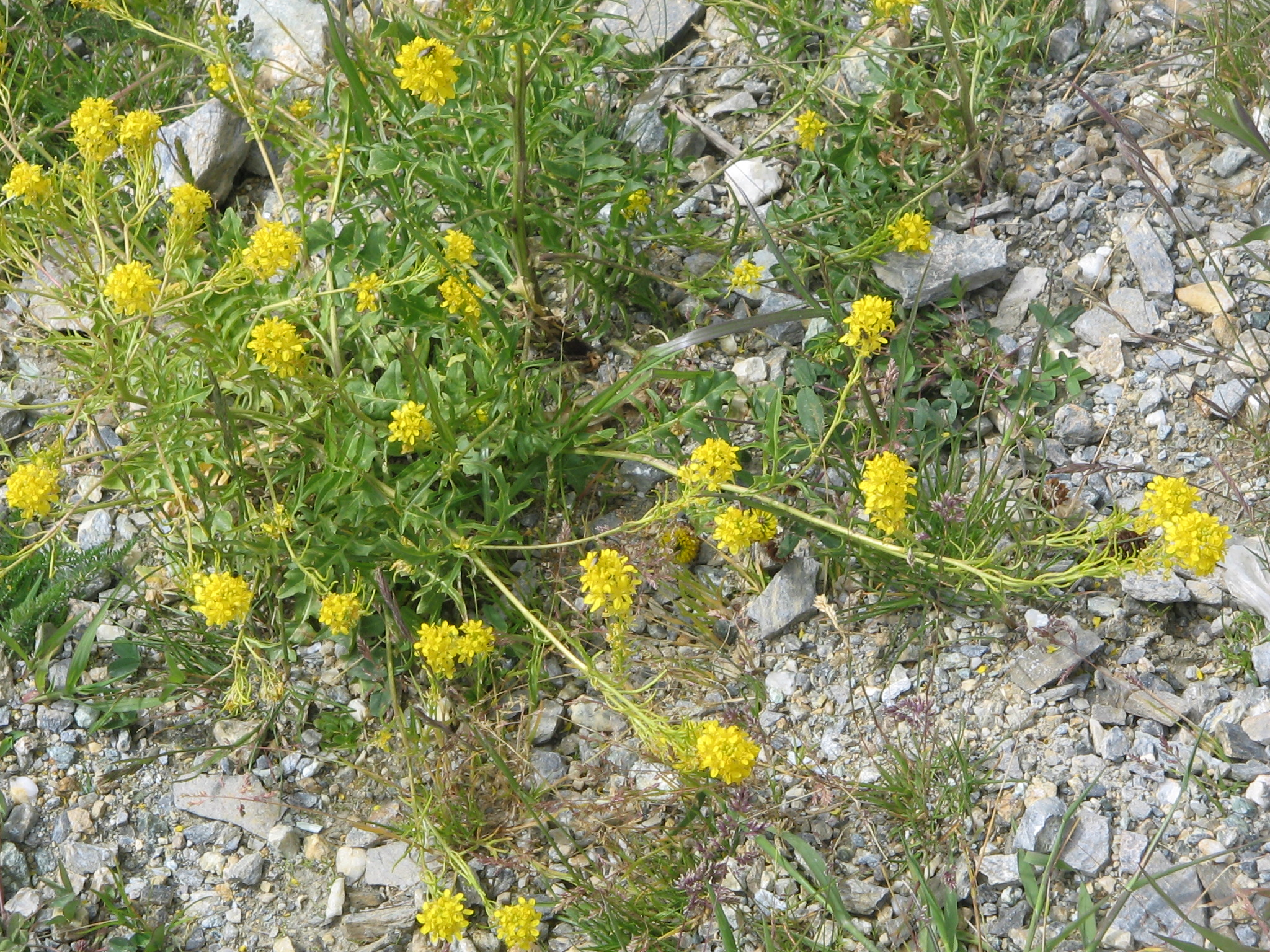
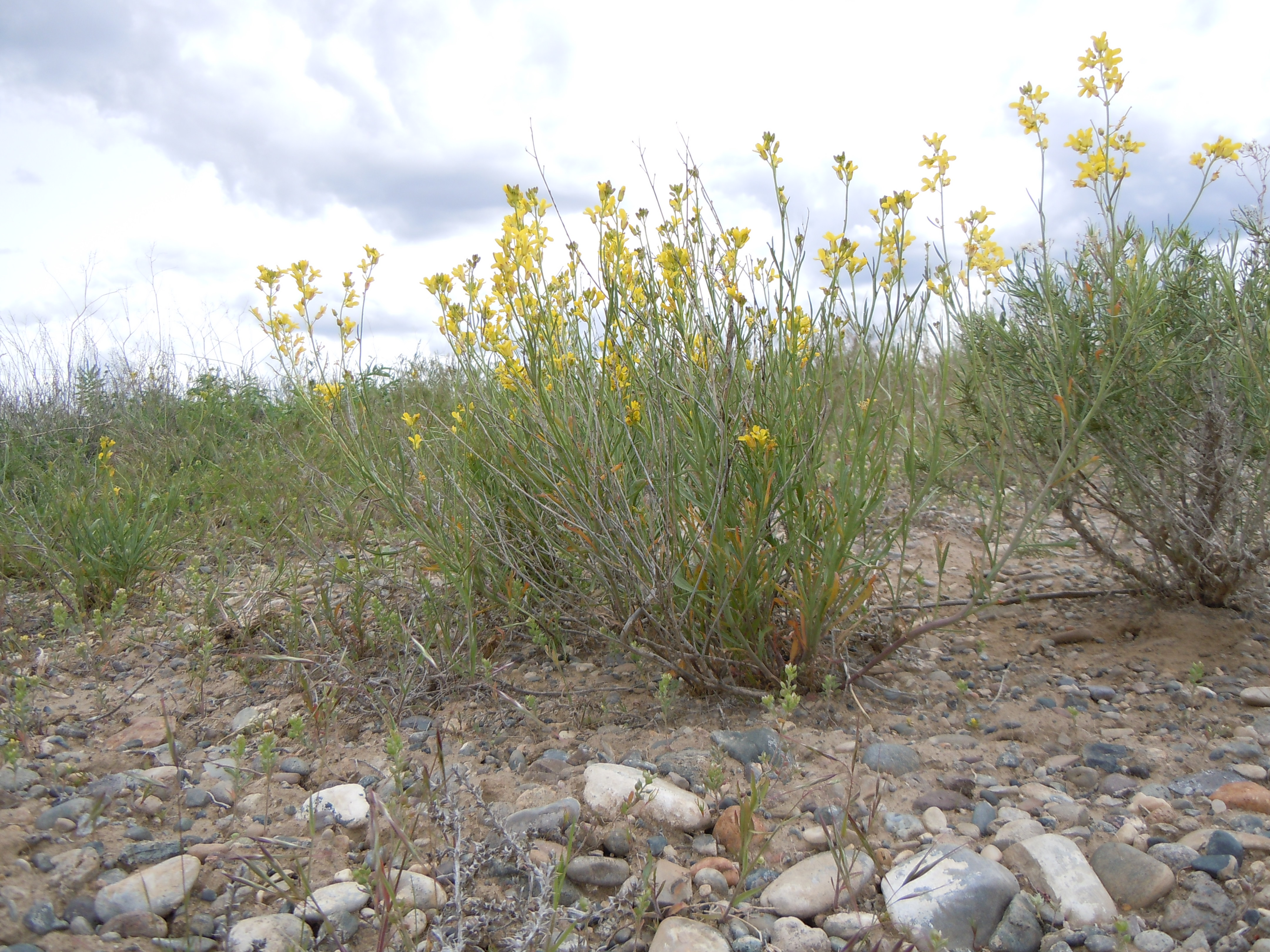

## Dottertaxa till Gatsenaper, i alfabetisk ordning[1]
- Sisymbrium aculeolatum
- Sisymbrium afghanicum
- Sisymbrium altissimum
- Sisymbrium assoanum
- Sisymbrium austriacum
- Sisymbrium berteroanum
- Sisymbrium brassiciforme
- Sisymbrium burchellii
- Sisymbrium capense
- Sisymbrium cavanillesianum
- Sisymbrium confertum
- Sisymbrium crassifolium
- Sisymbrium damascenum
- Sisymbrium dissitiflorum
- Sisymbrium ekmanii
- Sisymbrium elatum
- Sisymbrium erucastrifolium
- Sisymbrium erysimoides
- Sisymbrium fugax
- Sisymbrium gamosepalum
- Sisymbrium gaubae
- Sisymbrium haitiense
- Sisymbrium heteromallum
- Sisymbrium integerrimum
- Sisymbrium irio
- Sisymbrium isfarense
- Sisymbrium laciniosum
- Sisymbrium lasiocalyx
- Sisymbrium linifolium
- Sisymbrium lipskyi
- Sisymbrium loeselii
- Sisymbrium luteum
- Sisymbrium macroloma
- Sisymbrium maurum
- Sisymbrium officinale
- Sisymbrium orientale
- Sisymbrium pandurifolium
- Sisymbrium polyceratium
- Sisymbrium polymorphum
- Sisymbrium praetermissum
- Sisymbrium reboudianum
- Sisymbrium runcinatum
- Sisymbrium septulatum
- Sisymbrium strictissimum
- Sisymbrium subspinescens
- Sisymbrium turczaninowii
- Sisymbrium volgense
- Sisymbrium yunnanense